# 光荣街道 (大连市)
光荣街道，曾是中华人民共和国辽宁省大連市旅顺口区下辖的一个乡镇级行政单位。2019年并入登峰街道。

## 行政区划
光荣街道下辖以下地区：
。